# Национализация
Национализа́ция — передача (перевод) в собственность государства имущества, принадлежащего частным лицам или коллективным собственникам, на возмездной или безвозмездной основе, таких как: земли, промышленные предприятия, банки, транспорт или другого имущества. 

## История
Национализация существовала с древнейших времён, и осуществлялась и осуществляться через безвозмездную экспроприацию — конфискацию, а также через полный или частичный выкуп — реквизицию.
В Российской Федерации — России , согласно статьи 235 Гражданского кодекса Российской Федерации (ГК России), национализация предусматривает возмещение стоимости передаваемого государству имущества и должна проводиться в порядке, установленном федеральным законом № 499-ФЗ, от 31 декабря 2014 года. Полный или частичный выкуп государством также возможен на основании обычных договоров купли-продажи.
В ряде справочных изданий (например — Новейший энциклопедический словарь. ISBN 978-5-271-08330-3) указано также, что различия национализации зависят от того, в какой исторический период, кем и в интересах каких классов она проводилась и проводится.

## Примеры
- Национализация крупной промышленности, объектов недвижимости (декрет от 20.08.1918 «Об отмене частной собственности на недвижимость в городах», «О национализации крупнейших предприятий» 28 июня 1918 года, «О национализации торгового флота» 23 января [5 февраля] 1918 года) и банков (декрет «О национализации банков» 14 [27] декабря 1917 года, «О конфискации акционерных капиталов бывших частных банков» 23 января [5 февраля] 1918 года), внешней торговли (декрет от 22 апреля 1918 «О национализации внешней торговли») в Советской России в результате прихода большевиков к власти.
- Национализация военно-промышленных предприятий во Франции в 1936 г.: танковое производство Renault в Исси-ле-Мулино (образовано предприятие AMX — ateliers de construction d’Issy-les-Moulineaux) и танковое производство APX (Atelier de Puteaux) в Рюэй-Мальмезоне (образовано предприятие ARL — ateliers de construction de Rueil)[1]; железных дорог — в 1937 году[2].
- Национализация нефтедобычи в Мексике в 1938 правительством Ласаро Карденаса.
- Национализация ряда отраслей экономики в Великобритании правительством Клемента Эттли в 1940-х годах (угольная — 21 мая 1946 года; сталелитейная и газовая промышленность, железные дороги — 18 декабря 1946 года; гражданская авиация — 7 мая 1946 года; электроэнергетика — 4 февраля 1947 года; коммунальное хозяйство, Банк Англии — 20 декабря 1945 года; больницы — в 1946 году и т. п.: в общей сложности около 20 % экономики Великобритании).
- Национализация нефтяной промышленности Ирана 15 марта 1951 года.
- Национализация Суэцкого канала правительством Египта в 1956 (см. Суэцкий кризис).
- Национализация американских предприятий на Кубе в 1959—1960 годах.
- Национализация горнорудной промышленности в Чили в 1970-х годах (при президенте Сальвадоре Альенде).
- Национализация нефтедобычи в Венесуэле в 1976 году.
- Национализация во Франции 1982 г. (промышленность, банковская и финансовая сфера)[3].
- Национализация ипотечных корпораций Fanni Mae и Freddie Mac министерством финансов США в 2008 году.
- Национализация металлургической корпорации SIDOR в Венесуэле в 2008 году[4].
- Национализация BPN банка в Португалии в 2008 году.
- Национализация нефтегазовой компании YPF в Аргентине в 2012 году[5].
- Национализация «Приватбанка» на Украине в 2016 году.
- Национализация частных железных дорог в Великобритании в 2020 году[6].
- Национализация электроэнергетической компании EDF во Франции в 2022 году[7].
- Национализация «Укрнафта», «Укртатнафта», «Мотор Сич», «АвтоКрАЗ», «Запорожтрансформатор» на Украине в 2022 году[8][9].